# Kerkstraatbomaanslag
De Kerkstraatbomaanslag (Afrikaans: Kerkstraatbom(ontploffing); Engels: Church Street bombing) vond op 20 mei 1983 plaats toen een autobom afging in de Kerkstraat in de Zuid-Afrikaanse hoofdstad Pretoria. De aanslag werd gepleegd door de Umkhonto we Sizwe, de militaire vleugel van het Afrikaans Nationaal Congres (ANC). De aanslag kostte 19 mensen, waaronder twee daders, het leven en verwondde 217 mensen. De Kerkstraatbomaanslag was een van de dodelijkste aanvallen van het ANC tijdens de gewapende anti-apartheidsstrijd.
De aanslag bestond uit een autobom die voor het Nedbankgebouw aan de Kerkstraat geplaatst was. De auto werd uit het buitenland ingevoerd door Guido Van Hecken, huidig voorzitter van Oxfam Solidariteit in België en geleverd door Hélène Passtoors. De bom moest tijdens de vrijdagmiddagspits om half vijf 's middags afgaan. Het doelwit was het nabijgelegen hoofdkantoor van de Suid-Afrikaanse Lugmag (SALM). Omdat de bom tijdens het begin van de avondspits afging, trof deze vooral burgers. De bom ging 10 minuten te vroeg af, wat ervoor zorgde dat twee van de zich nog voorbereidende daders, Freddie Shangwe en Ezekial Maseko, tijdens de aanslag omkwamen. Minstens 20 ambulances brachten de doden en gewonden naar omliggende ziekenhuizen.

## Hoorzitting Waarheids- en Verzoeningscommissie
In 1997 en 1998 onthulde het ANC in documenten aan de Waarheids- en Verzoeningscommissie (WVK) dat de aanslag was uitgevoerd door een speciale eenheid van de militaire tak van het ANC, de Umkhonto we Sizwe (MK). Deze speciale eenheden werden in 1979 met toestemming van ANC-voorzitter Oliver Tambo opgericht. Het ANC onthulde ook dat de aanslag onder leiding van Aboobaker Ismail werd uitgevoerd en was goedgekeurd door Oliver Tambo. Tijdens de voorbereidingen van de aanslag werd de voortgang gerapporteerd aan Joe Slovo, die op dat moment leider van de MK was.
Documenten van het ANC onthulden dat de bomaanslag een antwoord was op een grensoverschrijdende aanval door Zuid-Afrikaanse machten in Lesotho in december 1982, waarbij 42 ANC-aanhangers en enkele burgers uit Lesotho gedood werden. Ook was de bomaanslag een reactie op de moord op Ruth First, ANC-activist en vrouw van Joe Slovo, deze moord vond plaats in Maputo, Mozambique. Volgens het ANC waren 11 van de slachtoffers in dienst van de Suid-Afrikaanse Lugmag en was de aanslag daarom een militair doel. De advocaat van enkele slachtoffers beargumenteerde dat deze personen vooral burgerpersoneel betrof, waaronder telefonisten en typisten en dat deze slachtoffers weigerden te accepteren dat zij een legitiem militair doel waren.
Tien MK-leden, waaronder Aboobaker Ismail, verzochten amnestie te verkrijgen voor de Kerkstraatbom en andere aanslagen. Deze verzoeken werden om verschillende redenen afgewezen, waaronder dat de aanslag een terroristische was en dat de aanslag disproportioneel in vergelijking met het politieke motief was. De WVK vond dat het niet mogelijk was de precieze aantallen militaire slachtoffers en burgerlijke slachtoffers te bepalen. Volgens de commissie waren 84 van de 217 slachtoffers SALM-leden of burgerpersoneel. De commissie verleende amnestie.